# Rodolfo Llopis
Rodolfo Llopis Ferrándiz (Callosa d'en Sarrià, 27 febbraio 1895 – Albi, 22 luglio 1983) è stato un politico spagnolo.
Fu il leader del Partito Socialista Operaio Spagnolo fra il 1944 e il 1974, mentre in precedenza era stato deputato del PSOE nella Seconda Repubblica Spagnola. 
Dopo la guerra civile spagnola andò in esilio in Francia e nel 1947 fu eletto presidente del consiglio della Seconda Repubblica Spagnola in esilio. Nel PSOE difese la classe dirigente all'estero nei confronti dei militanti rimasti in Spagna, guidati da Felipe González. Al Congresso del PSOE del 1974 González venne eletto segretario generale, e Llopis lasciò il partito.

## Massoneria
Importante dirigente della massoneria spagnola, fu iniziato nel giugno 1923 nella Loggia "Ibérica" nº 7 di Madrid, appartenente al Grande Oriente Spagnolo. Prese il nome simbolico di Antenor.
Con l'aiuto di Juan Giménez de Aguilar (Juan Valdés) e Crédulo M. Escobar Barbero (Prometeo), come lui pure insegnanti, formò nel 1925 il triangolo massonico "Electra" a Cuenca, dove abitava essendo professore di geografia alla Scuola Normale.
Il 6 luglio 1931 fu eletto secondo vicepresidente del Gran Consiglio Federale Simbolico, il massimo organo del Grande Oriente Spagnolo.
In esilio in Francia, fu tra i fondatori della Loggia "Reconstrucción" a Tolosa e in seguito della Loggia "Franklin Roosevelt" a Montauban, entrambe composte da rifugiati politici spagnoli, appartenenti alla Gran Loggia di Francia.
Grazie ai suoi viaggi come membro del PSOE in esilio, poté visitare molte logge massoniche di diversi paesi. Nel 1953 fu fatto membro onorario della Loggia "Casablanca" nº 1, dell'omonima città nord-africana, facente parte del Grande Oriente Spagnolo in esilio.